# 国营黎母山林业公司
国营黎母山林业公司是位于中国海南省琼中黎族苗族自治县一个类似乡级单位。

## 行政区划
下辖以下地区：
黎母山管理站机关社区和黎母山管理站分场村。